# جيريمي جبريل
جيريمي جبريل هو مغني كندي، ولد في 10 ديسمبر 1996 في شارل سبورغ في كندا.

## وصلات خارجية
- جيريمي جبريل على موقع ميوزك برينز (الإنجليزية)
- جيريمي جبريل على موقع ديسكوغز (الإنجليزية)